# Heartbeat (canción de BTS)
«Heartbeat» es una canción de la boy band surcoreana BTS. Fue lanzada el 28 de junio de 2019 como el cuarto y principal sencillo de la banda sonora del juego BTS World. Junto con la canción se publicó un vídeo musical para esta.

## Antecedentes
La canción fue descrita como una «melodía pop-rock» que combina las «voces dulces» del grupo, con letras sobre el destino, que tambuén fueron llamadas una «carta de amor» a los fanáticos del grupo. La pista se reveló previo al lanzamiento de la banda sonora del juego, sin embargo los jugadores debían llegar hasta la misión 14 del primer capítulo para escucharla.

## Posicionamiento en listas
| Listas (2019)                            | Mejor posición |
| ---------------------------------------- | -------------- |
| Corea del Sur (Gaon)                     | 62             |
| Escocia (Official Charts Company)        | 36             |
| Estados Unidos (Billboard Digital Songs) | 1              |
| Nueva Zelanda (RMNZ Hot Singles)         | 19             |
| Reino Unido (OCC Digital)                | 31             |
| Reino Unido (OCC Independent Singles)    | 39             |